# Лінкольн-Парк (Нью-Джерсі)
Лінкольн-Парк (англ. Lincoln Park) — місто (англ. borough) в США, в окрузі Морріс штату Нью-Джерсі. Населення — 10 915 осіб (2020).

## Географія
Лінкольн-Парк розташований за координатами 40°55′26″ пн. ш. 74°18′15″ зх. д. / 40.92389° пн. ш. 74.30417° зх. д. (40.923751, -74.304235).  За даними Бюро перепису населення США в 2010 році місто мало площу 17,90 км², з яких 16,52 км² — суходіл та 1,37 км² — водойми.

## Демографія
Згідно з переписом 2010 року, у селищі мешкала 10 521 особа в 4001 домогосподарстві у складі 2592 родин. Було 4145 помешкань
Расовий склад населення:
| - 86,3 % — білих - 7,4 % — азіатів - 1,8 % — чорних або афроамериканців - 0,2 % — корінних американців - 2,3 % — осіб інших рас |

До двох чи більше рас належало 2,1 %. Частка іспаномовних становила 9,6 % від усіх жителів.
За віковим діапазоном населення розподілялося таким чином: 18,6 % — особи молодші 18 років, 65,5 % — особи у віці 18—64 років, 15,9 % — особи у віці 65 років та старші. Медіана віку мешканця становила 44,0 року. На 100 осіб жіночої статі у селищі припадало 94,4 чоловіків;  на 100 жінок у віці від 18 років та старших — 91,7 чоловіків також старших 18 років.
Середній дохід на одне домашнє господарство  становив 93 507 доларів США (медіана — 81 956), а середній дохід на одну сім'ю — 103 841 долар (медіана — 92 252). Медіана доходів становила 60 856 доларів для чоловіків та 50 341 долар для жінок. За межею бідності перебувало 3,4 % осіб, у тому числі 4,2 % дітей у віці до 18 років та 1,9 % осіб у віці 65 років та старших.
Цивільне працевлаштоване населення становило 5453 особи. Основні галузі зайнятості: освіта, охорона здоров'я та соціальна допомога — 25,6 %, науковці, спеціалісти, менеджери — 12,2 %, роздрібна торгівля — 12,1 %.